# Lithacodia ruberrima
Lithacodia ruberrima là một loài bướm đêm trong họ Noctuidae.